# El Rosario, La Independencia
El Rosario är en ort i Mexiko.   Den ligger i kommunen La Independencia och delstaten Chiapas, i den sydöstra delen av landet, 800 km öster om huvudstaden Mexico City. El Rosario ligger 1 521 meter över havet och antalet invånare är 516.
Terrängen runt El Rosario är en högslätt. Runt El Rosario är det ganska glesbefolkat, med 43 invånare per kvadratkilometer. Närmaste större samhälle är Las Margaritas, 10,5 km norr om El Rosario. I omgivningarna runt El Rosario växer huvudsakligen savannskog.